# Stara Morawa

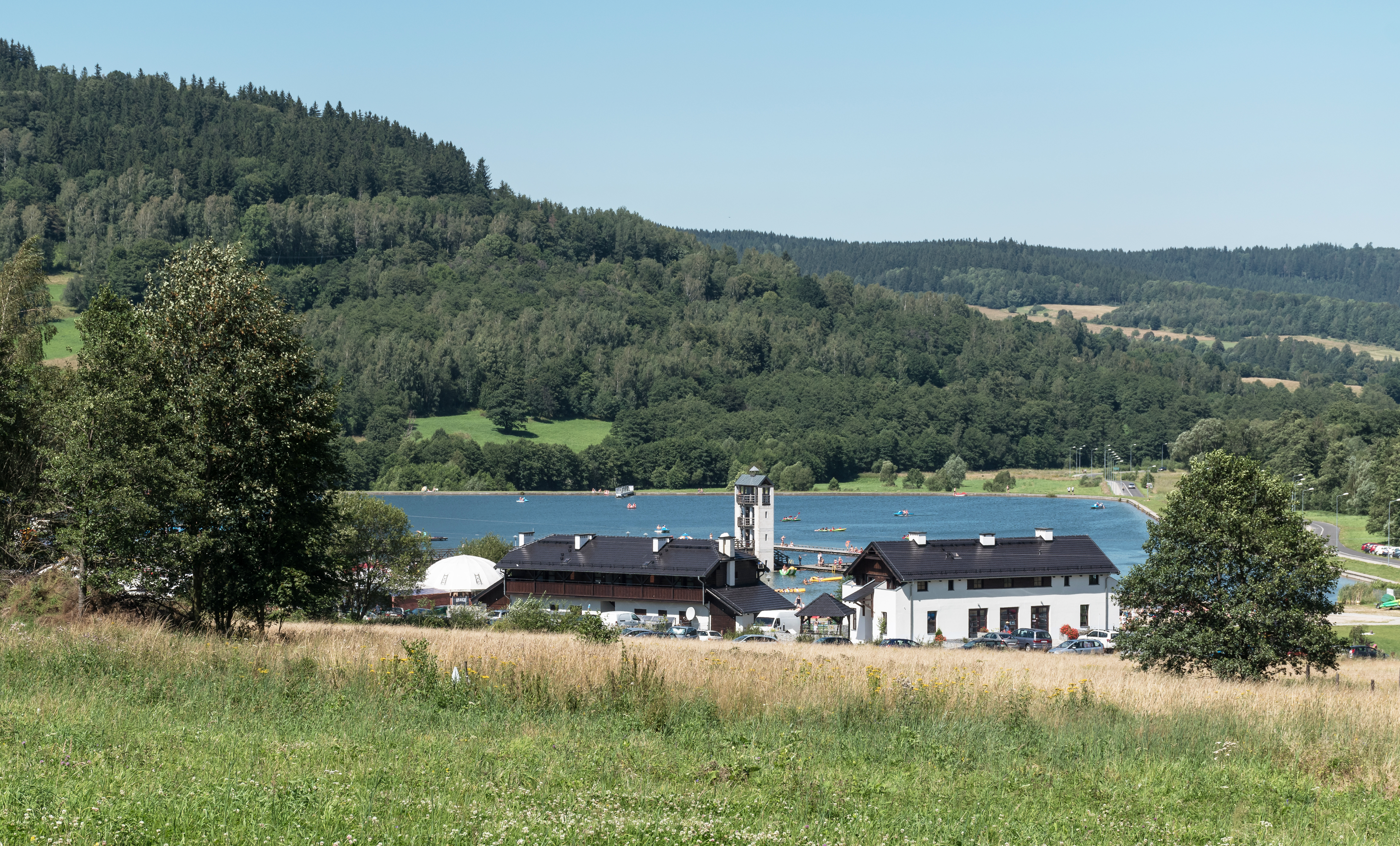
Zalew w Starej Morawie z kąpieliskiem i wieżą widokową

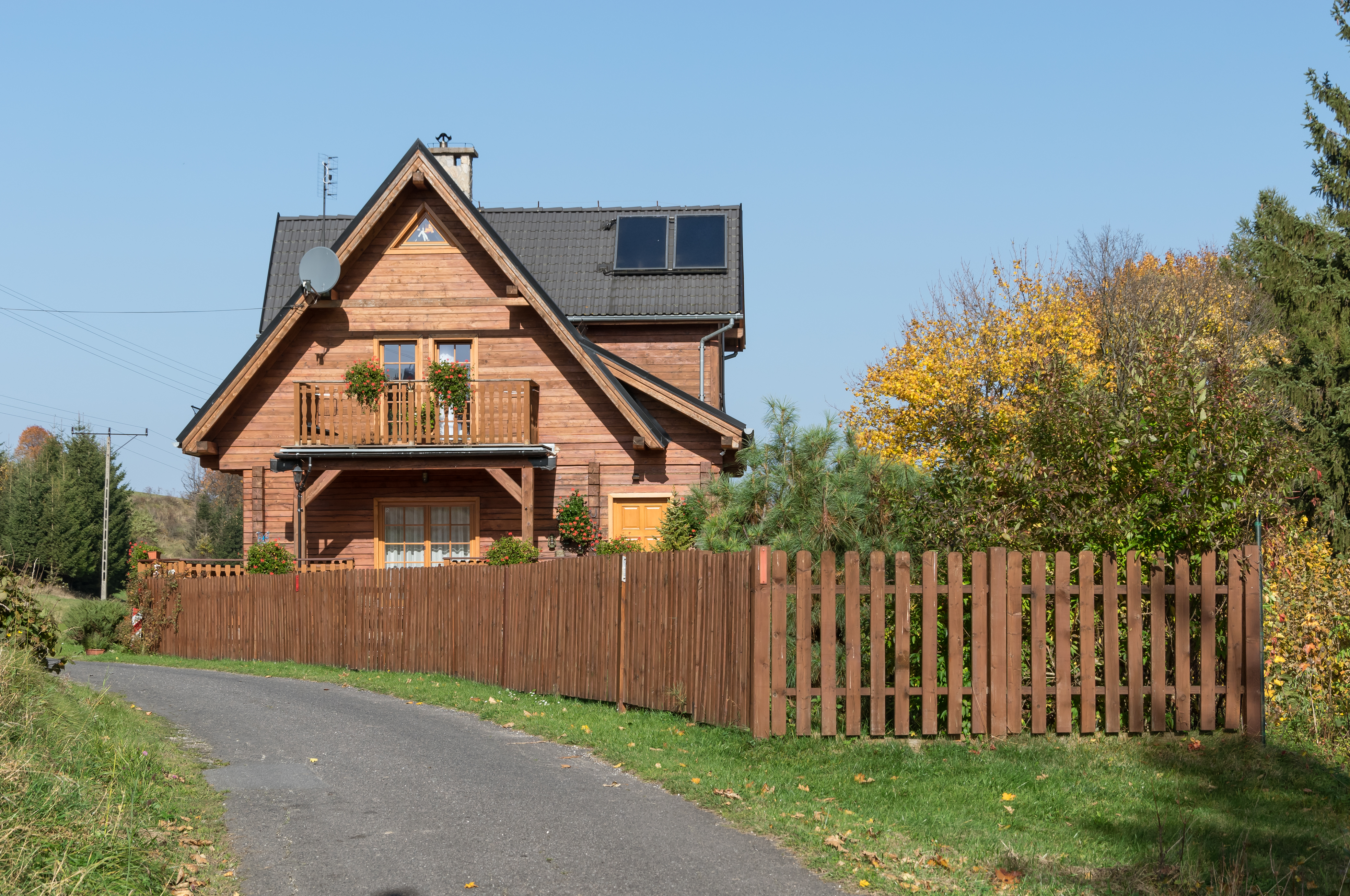
Dom nr 16

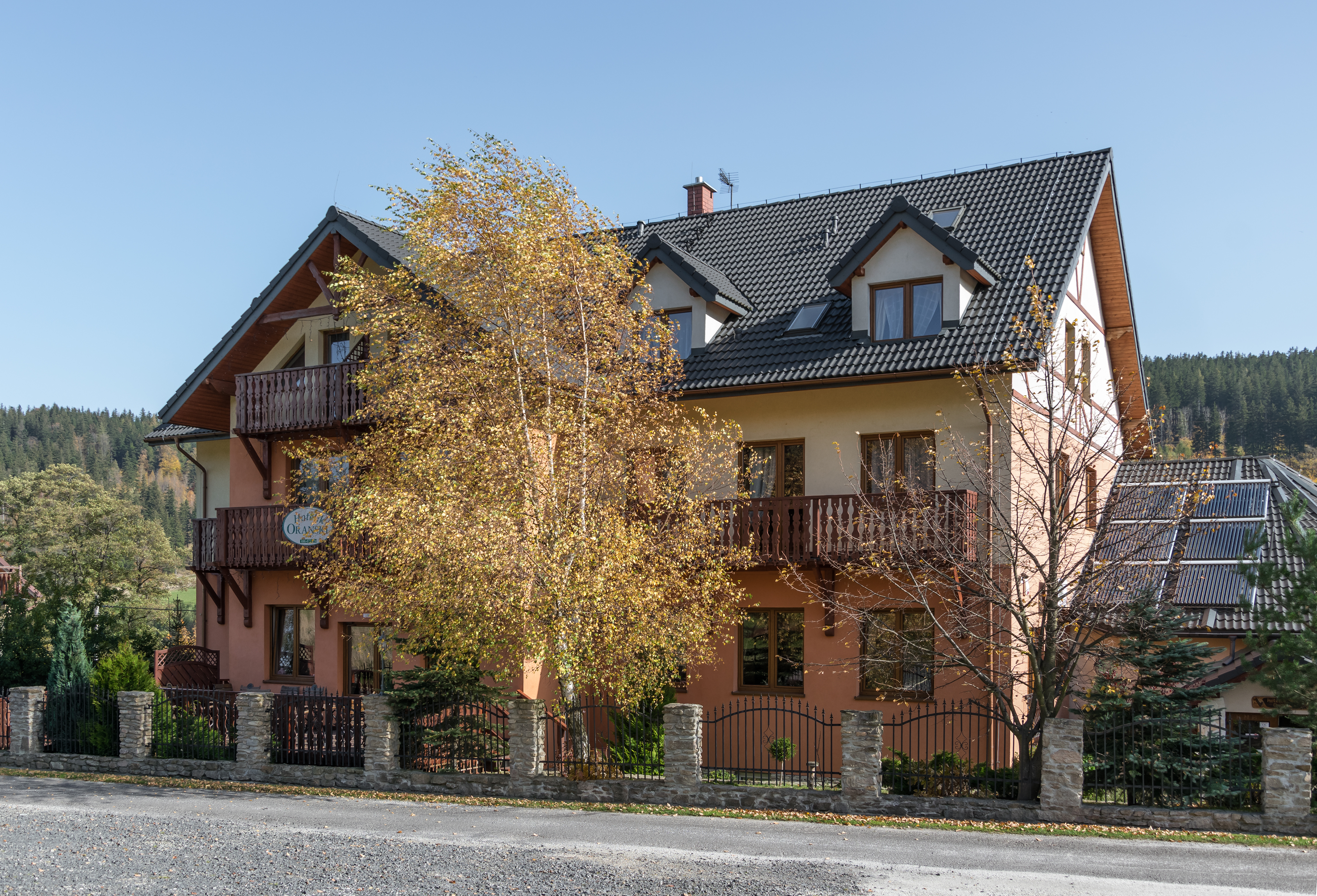
Hotelik Orański

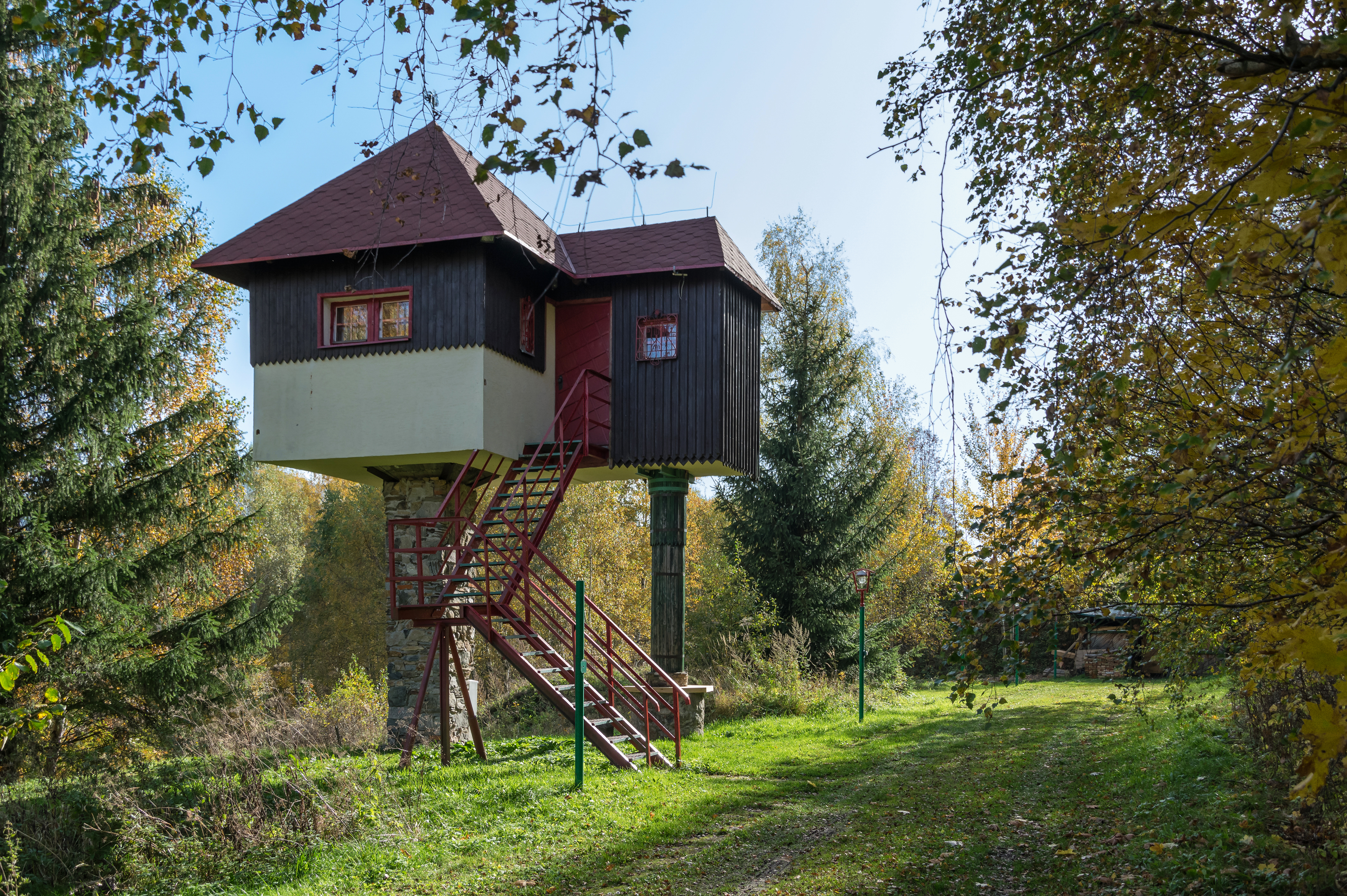
Domek Pustelnia, dawny posterunek obserwacyjny

Stara Morawa – wieś w Polsce położona w województwie dolnośląskim, w powiecie kłodzkim, w gminie Stronie Śląskie.

## Położenie, układ przestrzenny
Wieś leży w dolinie rzeki Morawki:
- na południu zajmuje stok Suszycy na prawym brzegu rzeki,
- w środkowej części od ujścia rzeki Kamienicy zajmuje oba brzegi Morawki,
- w północnej części wchodzi również w dolinę Kleśnicy u jej ujścia do Morawki.

Dolina, w której leży wieś, rozgranicza dwa pasma górskie: Góry Bialskie i Masyw Śnieżnika.
Obecny układ zabudowy dawnej wsi łańcuchowej uległ znacznemu zatarciu, ze względu na znaczne zniszczenie budynków po 1945 roku Większość domów skupionych jest przy podrzędnej drodze na lewym brzegu rzeki między drogą do Kletna a wsią Kamienica. Nieliczne domy na lewym brzegu pozostały przy drodze do Bolesławowa oraz ponad górnym biegiem Morawki jako odosobnione gospodarstwa otoczone polami.
Kolonią należącą do wsi jest przysiółek Sucha Góra leżący w południowej części wsi, na prawym brzegu Morawki, na stoku Suszycy. Dawniej kolonią Starej Morawy była również Nowa Morawa, która obecnie jest samodzielną wsią.

## Historia

### Nazwa wsi
W znanych dokumentach wieś figuruje pod różnymi nazwami: Miraw (1346), Altmohrau (1588), Klessemmohre (1614), Klesemoraw (1656), Moraw (1631), Mora Dorfel (1632/1633), Mora (1641), Alt Mohrau (1588, 1765, 1789–1945), Morawa (1945). Obecną nazwę formalnie nadało Rozporządzenie Ministrów: Administracji Publicznej i Ziem Odzyskanych z dnia 9 września 1947 r. o przywróceniu i ustaleniu urzędowych nazw miejscowości, zastępując niem. Alt Mohrau. Nazwa wsi nawiązuje do nazwy rzeki Morawki, dawniej nazywanej Morawą.
Niemiecką etymologię nazwy rzeki wyprowadzano od indoeuropejskiego słowa Marahwa (moor = bagno, ahwa = stojąca woda). Nazwa Marahwa przekształciła się w gwarowe March, co z kolei jest odpowiednikiem słowiańskiego słowa Morava. Z kolei ta nazwa, według Klemenza, mogła przywędrować na ziemię kłodzką z północnych Moraw.

### Zabytki
Do wojewódzkiego rejestru zabytków wpisany jest:
- Wapiennik w Starej Morawie, przy drodze Stronie – Kletno, z XVIII w.

### Przynależność administracyjna
Poprzednia przynależność administracyjna:
- do połowy XVIII w. wieś należała do hrabstwa kłodzkiego (Grafschaft Glatz),
- do 1818 r. do powiatu kłodzkiego (Kreis Glatz),
- do 1945 r. do powiatu Bystrzyca Kłodzka (Kreis Habelschwerdt),
- do 1973 r. do gromady w Bolesławowie, w powiecie Bystrzyca Kłodzka,
- do 1975 r. w gminie Stronie Śląskie, w powiecie Bystrzyca Kłodzka,
- do 1998 r. w gminie Stronie Śląskie, w rejonie Bystrzyca Kłodzka, w województwie wałbrzyskim.

### Powstanie i rozwój
Wieś prawdopodobnie powstała jako osada leśna. Wzmiankowana była już w 1364 roku. Podaje się też, że wieś wymieniona została w dokumencie z 14 lutego 1346 r. wydanym w Pradze przez księcia Jana Luksemburskiego, na podstawie którego nadano lenno dóbr karpieńskich wraz z wsią Morawa. W 1588 lub 1605 r. w kontekście działającej tu huty żelaza należącej do państewka karpieńskiego. Huta zajmowała się przerabianiem rud z okolicznych złóż w Górach Bialskich dostarczanych tu tzw. Suchą Drogą (dawniej zwaną Drogą Górmistrza), biegnącą z Wielkiego Rozdroża w okolicy Przełęczy Suchej ponad Młynowcem, a dochodzącej do wsi od wschodu w okolicy skrzyżowania z szosą do Kletna. Z czasem przy hucie rozwinęła się zabudowa. Podobnie jak w całej okolicy, górnictwo i hutnictwo podupadło tu w czasie wojny trzydziestoletniej.
Nowa kuźnica postawiona po wojnie pracowała do 1665 r. produkując armaty i kule armatnie. W 1661 r. odnotowano, że niejaki H. Hundorf z Nysy był tu właścicielem huty miedzi. Okres hutnictwa ostatecznie zakończył się w Starej Morawie około 1680 r.
W 1684 r. wieś nabyli Althannowie, później Walisowie, za czasów których, w 2 połowie XVIII w. wieś zaczęła się rozwijać. W 1786 r. Stara Morawa weszła w skład klucza strońskiego przechodząc kolejne zmiany własnościowe wraz z pozostałymi wsiami klucza. W XVIII w. i ok. 1825 r. wieś była już łańcuchówką o niewielkiej zabudowie. W tym okresie we wsi działał wapiennik przerabiający złoża marmuru i dolomitu z kopalni odkrywkowych w okolicy Kletna i Stronia Śląskiego. W latach 1883–1912 układ przestrzenny wsi pozostał bez większych zmian.
Pod koniec XIX w. wieś pełniła również funkcje letniskowe. W 1840 r. na północnym krańcu Starej Morawy wybudowano przeciwpowodziową zaporę wodną z suchym zbiornikiem retencyjnym. W latach 30. XX wieku w jednym z budynków w południowej części wsi funkcjonował ośrodek Hitlerjugend.
Po 1945 r. Stara Morawa przeszła całkowitą wymianę narodowościową ludności, jednak większość zabudowy wsi uległa dewastacji w wyniku niezamieszkania lub rozszabrowania. Na krótki czas uruchomiono w Starej Morawie niewielki zakład należący do huty szkła w Stroniu Śląskim. Przez dłuższy czas działała Rolnicza Spółdzielnia Produkcyjna „Pod Śnieżnikiem” zajmująca budynki dawnego folwarku. Wybudowano również ujęcie wody zaopatrujące Stronie Śląskie. W zachodniej części wsi przy drodze do kamieniołomów na górze Krzyżnik, w betonowo-ziemnym bunkrze magazynowano materiały wybuchowe na potrzeby okolicznych kopalni. Obecnie bunkier wraz z wieżą strażniczą zaadaptowano na nietypowe miejsce noclegowe dla turystów (gospodarzami są właściciele wapiennika). Od lat 70. XX w. w Starej Morawie działał ośrodek wczasowy fabryki obrabiarek „Jotes” z Łodzi zlokalizowany w dwóch budynkach przy skrzyżowaniu drogi do Kletna.

## Współczesność
Od lat 90. XX wieku zabudowa wsi rozwija się. Powstają nowe zabudowania, zwłaszcza przy drodze do Kamienicy na lewym brzegu Morawki. Konsekwencją wzmagającego się od lat 80. XX wieku ruchu turystycznego związanego z powstaniem w okolicy licznych atrakcji turystycznych, jest rozbudowywanie się wsi o nowe domy letniskowe i bazę noclegowo-gastronomiczną.
W latach 2000–2006 w Starej Morawie wybudowano sztuczny zbiornik wodny o powierzchni 5,5 ha. W ramach zagospodarowania turystycznego utwardzono również asfaltem gruntową drogę ze Stronia Śląskiego od strony ul. Sportowej, wykonano pomosty, wieżę i kąpielisko, ustawiono ławki. Oficjalne otwarcie zbiornika dla celów rekreacyjnych nastąpiło 7 lipca 2007. W 2002 r. zatwierdzono plan zagospodarowania przestrzennego, który lokalizuje na terenach ponad sztucznym zbiornikiem wodnym nowe osiedle o charakterze wypoczynkowo-turystycznym.

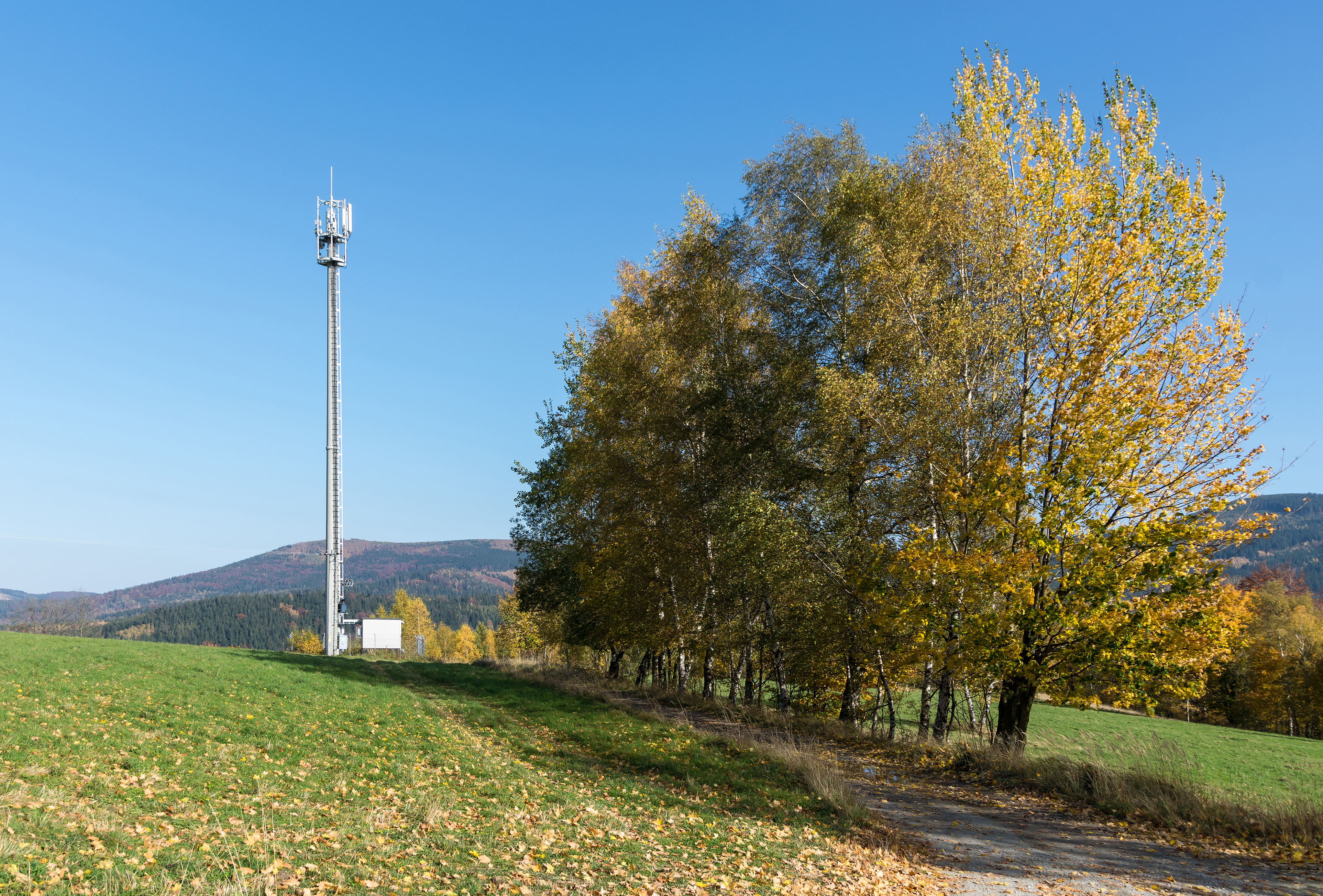
Stacja bazowa telefonii komórkowej w górnej części wsi

### Turystyka

#### Szlaki
Wieś leży na trasie dwóch głównych kierunków ruchu turystycznego w gminie Stronie Śląskie:
- do Jaskini Niedźwiedziej i podziemnej trasy turystycznej w starej kopalni uranu w Kletnie,
- do stacji narciarskiej w Kamienicy i drogi do Czech przez Przełęcz Płoszczyna.

Znakowane piesze szlaki turystyczne omijają samą wieś przechodząc grzbiem górskim od zachodu oraz w pobliżu Bolesławowa. Przez Starą Morawę przechodzą dwie trasy rowerowe:
- nr 5725: pętla Gór Bialskich – zachodnia (Stronie Śląskie, Młynowiec, Przełęcz Dział, Przełęcz Sucha, Nowa Morawa, Bolesławów, Stara Morawa, Stronie Śląskie), długość 24,70 km, czas przejazdu ok. 3–4 h, stopień trudności średni,
- nr 5728: pętla Janowej Góry (Stronie Śląskie, Stronie-Wieś, Janowa Góra, Kletno, Stara Morawa, Stronie Śląskie), długość 14,20 km, czas przejazdu ok. 1,5–2 h, stopień trudności łatwa, trasa rekreacyjna.

#### Zalew w Starej Morawie
Przy sztucznym zbiorniku wodnym w okresie letnim funkcjonuje strzeżone kąpielisko, wieża widokowa i pole namiotowe. We wsi oferowane są noclegi w kilku obiektach o różnych standardach: hotel „Morawa”, „Hotelik Orański”, pokoje gościnne i kilka gospodarstw agroturystycznych.

#### Ciekawostki turystyczne

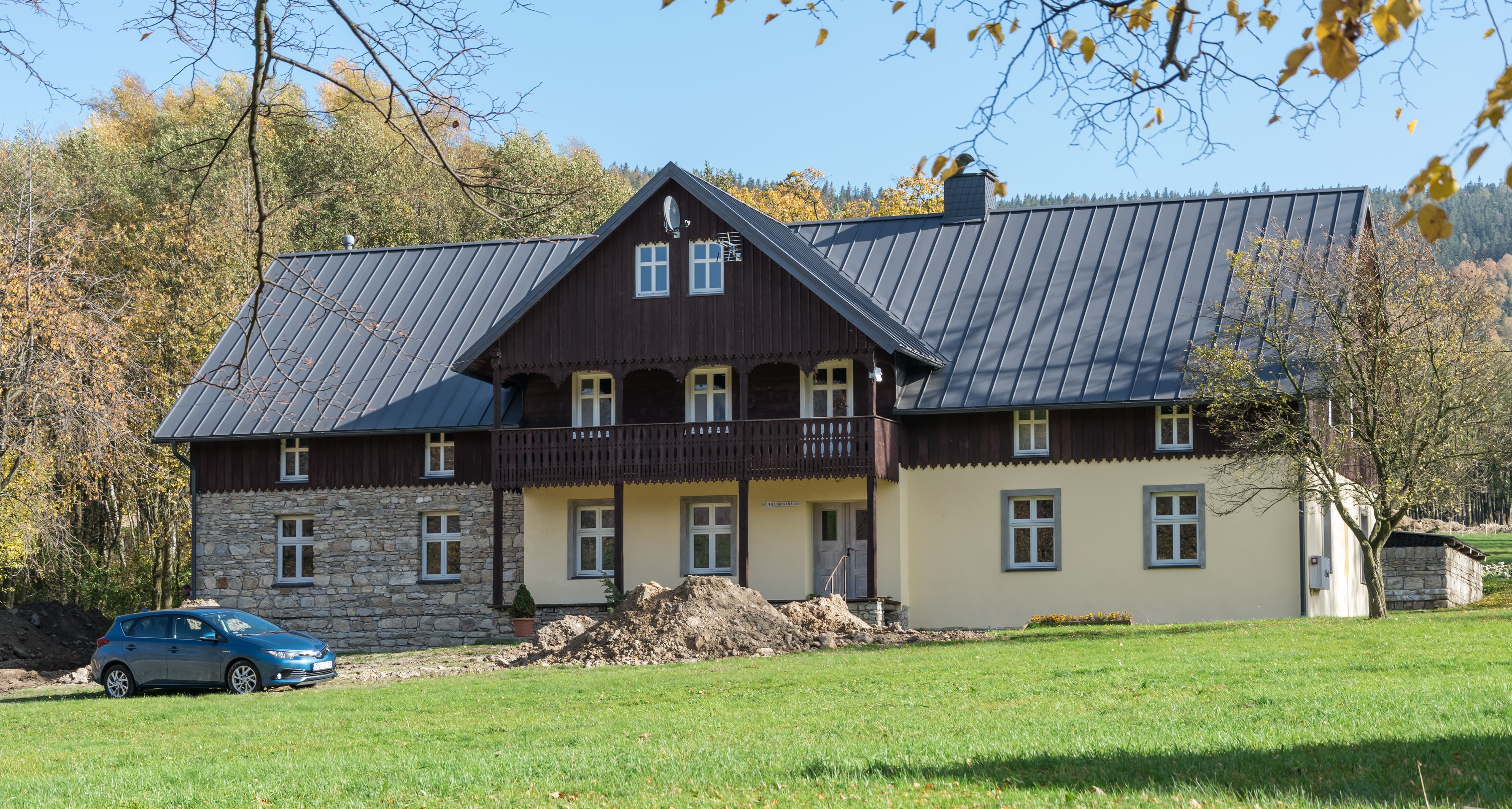
Dom nr 22 z początku XX wieku

- Pozostałości świerku Picea excelsa o kandelabrowym pokroju, który rósł przy skrzyżowaniu na Kletno, obok przystanku PKS. Był pomnikiem przyrody o obwodzie pierśnicy ok. 3 m i wieku 120–150 lat[6].
- Dom z początku XX w. przy drodze do Bolesławowa (Stara Morawa 11) zaopatrzony w drewniany ryzalit w elewacji frontowej zwieńczony deskowanym, trójkątnym szczytem[5].
- Wyrobisko podziemne nieczynnej odkrywkowej kopalni marmuru na stoku Krzyżnika z ciekawymi okazami skał i minerałów.
- Grota Matki Boskiej Różańcowej i droga krzyżowa przy leśnej drodze na zachód od wsi datowana na początek XX w., a ufundowana prawdopodobnie jako wotum dziękczynne za szczęśliwy powrót z I wojny światowej synów jednego z mieszkańców wsi (droga krzyżowa odtworzona w 2007 r. z malowidłami pędzla Ewy Beyer)[12].
- Aleja lipowa przy drodze do Bolesławowa.

### Galeria Wapiennik „Łaskawy Kamień”

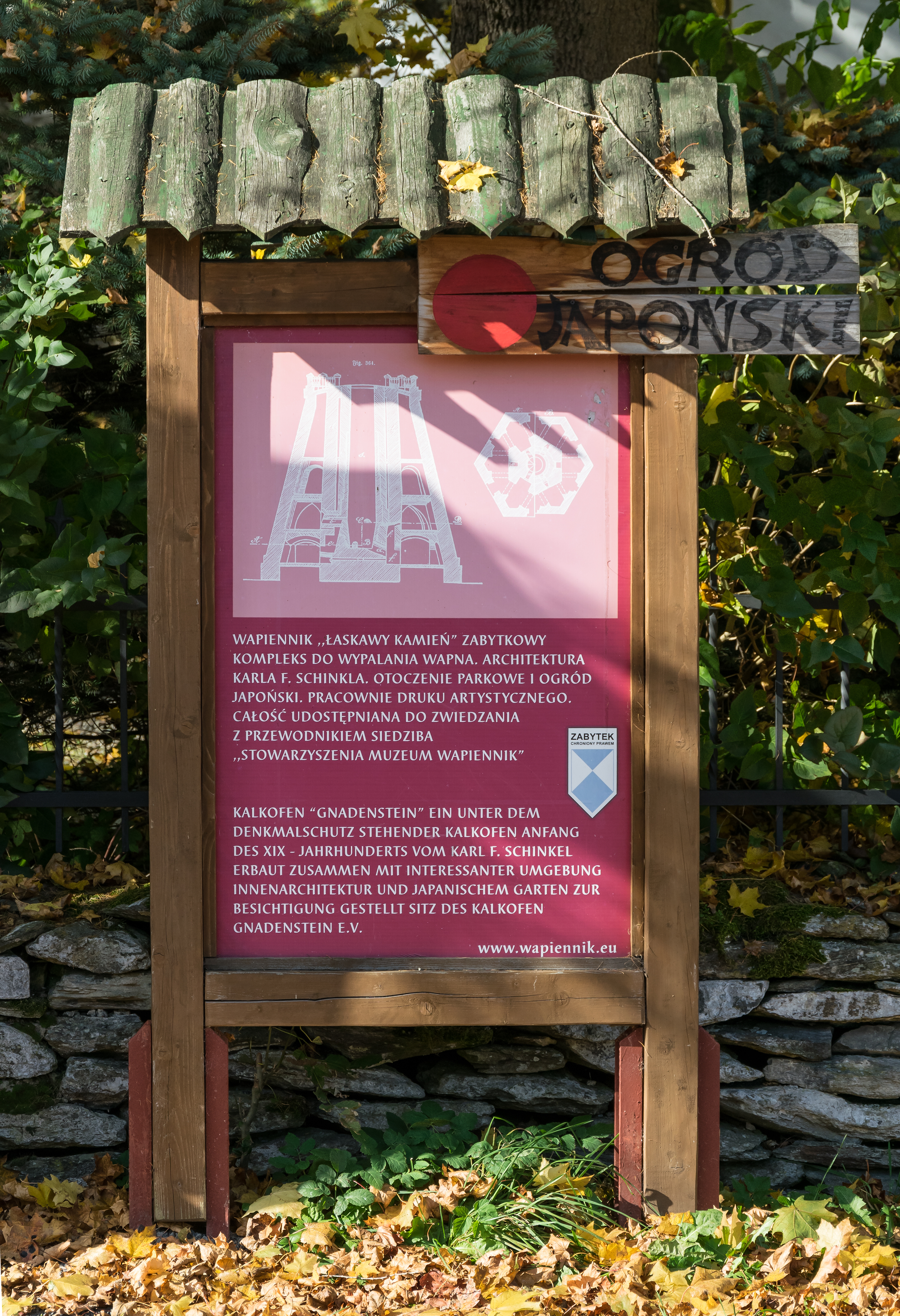
Tablica informacyjna przy wapienniku

Ponad wsią, przy drodze do Kletna, znajduje się zabytkowy wapiennik. Budowla zaprojektowana przez Karla Friedricha Schinkela pochodzi z początku XIX w. Zbudowana jest z surowego kamienia i cegły na planie sześciokąta, zwężająca się ku górze, z wejściami u podstawy i wąskimi okienkami na dwóch przeciwległych ścianach. Zwieńczona tarasem niewielką rotundową nadbudówką z okienkami, nakrytą szerokim, ostrosłupowym daszkiem z zielonej blachy. Na szczyt prowadzą kręte schodki wewnątrz dawnego paleniska. Do wapiennika umiejętnie dobudowano dom mieszkalny z pracownią. Całość otoczono niewielkim parkiem z ogrodem japońskim, dzwonnicą i piramidą.
W odrestaurowanym starym wapienniku z końca XIX wieku działa autorska galeria artystyczna prof. Jacka Rybczyńskiego i jego rodziny, którzy osiedlili się tu w 1978 r. podnosząc wapiennik z ruiny. Oprócz własnych prac graficznych i malarskich, gospodarze prezentują także okazjonalne wystawy zaproszonych gości. Od czasu do czasu organizowane są sympozja, kursy, koncerty i inne wydarzenia artystyczne. Gośćmi „Wapiennika” byli m.in. Olga Tokarczuk, o. Jacek Bolewski, Arkady Radosław Fiedler.
W latach 1999–2000 w „Wapienniku” wydawane było pod egidą Związku Gmin Śnieżnickich nieregularne czasopismo „Stronica Śnieżnicka” zajmujące się kulturą, sztuką, przyrodą oraz historią tej części ziemi kłodzkiej (ISSN 1509-33-60). Redaktorem naczelnym czasopisma był Antoni Matuszkiewicz, a publikowali swoje teksty Wojciech Ciężkowski, Olga Tokarczuk, Karol Maliszewski, Michał Fostowicz. Wapiennik jest również siedzibą polsko-niemieckiego stowarzyszenia Wapiennik Gnadenstein, Deutsch-Polnischer Förderverein e.V.